# 常用對數

由0.1到100的常用對數

標準對數，也称常用對數在數學是以10為底數的對數函數，其逆函數是以10作基數的指數函數。
底為10的對數表达式以 {\displaystyle \log _{10}(x)} 表示，有時以英文大寫字母L表示Log(x)。計算機的標記通常是“log”，但數學家通常区分自然对数和常用對數。為了區分開來，ISO 80000規範建議 {\displaystyle \log _{10}(x)} 應寫成 {\displaystyle \lg(x)}，{\displaystyle \log _{e}(x)} 應寫成 {\displaystyle \ln(x)}。

## 數學表达
常用對數一般表示成 {\displaystyle \log x}，或简写成 {\displaystyle \lg x}，正式寫法是 {\displaystyle \log _{10}x}；而常用對數逆函數為 {\displaystyle 10^{x}}。

## 用途

常用對數表，顯示數字1000到1500的常用對數至五位小數，全表涵蓋大至9999的數

常用對數可令「十變一，億變八」（數算整數位以上的零的數目），多數用於比較並表達聲音強度（分貝）、酸鹼值、地震規模（芮氏震級）、星等等相差層次很大的數值。常見例子是化學用的氫離子指數，定義如
{\displaystyle \mathrm {pH} =-\log _{10}{\frac {[\mathrm {H} ^{+}]}{\mathrm {mol/L} }}}。
20世紀70年代初之前還沒有手持電子計算器可用，能倍增的機械計算器體積龐大，價格昂貴並不廣泛使用。相反，當計算所需的精度比使用計算尺能達到的要求更高時，科學，工程和導航用的是底數為10的對數表格。使用對數避免了繁瑣且容易出錯的筆算乘法和分割。對數非常有用，許多教科書的附錄都有底為10的對數表格。數學和導航手冊也包括三角函數的對數表。
底為10的對數一個重要特性使得它們在計算中非常有用，大於1的對數相差10倍的冪，小數部分都相同，對數表只需顯示小數部分，稱尾數（mantissa）。常用對數表通常列出範圍內各數的尾數，小數點後4至5位，如1000到9999。這範圍涵蓋尾數的所有可能值。
整數部分稱特徵（characteristic），可數算小數點必須移動多少位來計算，以便它僅在第一有效位的右側，如120的對數由以下計算得出：
{\displaystyle \log 120=\log(10^{2}\times 1.2)=2+\log 1.2\approx 2+0.07918}。
最後數字（小數部分0.07918，或120的常用對數尾數）可在下表找到。小數點在120的位置告訴我們120的常用對數特徵是2。
大於0且小於1的數字有負對數，為了避免需要另外的表格將正負對數轉換回原數，有時會用小節符號表示：
{\displaystyle \log _{10}0.012=\log _{10}(10^{-2}\times 1.2)=-2+\log _{10}1.2\approx -2+0.07918={\bar {2}}.07918=-1.92082}
特徵上的橫線表明其為負值，而尾數仍為正值，符號{\displaystyle {\bar {n}}}讀作“bar n”，{\displaystyle {\bar {2}}.07918}讀作“bar 2 point 07918”。
以下示例用小節符號計算0.012×0.85＝0.0102：
{\displaystyle {\begin{array}{rll}{\text{As found above,}}&\log _{10}0.012\approx {\bar {2}}.07918\\{\text{Since}}\;\;\log _{10}0.85&=\log _{10}(10^{-1}\times 8.5)=-1+\log _{10}8.5&\approx -1+0.92942={\bar {1}}.92942\;,\\\log _{10}(0.012\times 0.85)&=\log _{10}0.012+\log _{10}0.85&\approx {\bar {2}}.07918+{\bar {1}}.92942\\&=(-2+0.07918)+(-1+0.92942)&=-(2+1)+(0.07918+0.92942)\\&=-3+1.00860&=-2+0.00860\;^{*}\\&\approx \log _{10}(10^{-2})+\log _{10}(1.02)&=\log _{10}(0.01\times 1.02)\\&=\log _{10}(0.0102)\end{array}}}
下表顯示如何將相同的尾數用於不同10次方的數字範圍：
| 數：5×10i | 常用對數：{\displaystyle \log n} | 特徵i：floor({\displaystyle \log n}) | 尾數{\displaystyle \log n}－特徵 | combined form |
| --------- | -------------------------------- | ------------------------------------ | -------------------------------- | ------------- |
| 5000000   | 6.698970...                      | 6                                    | 0.698970...                      | 6.698970...   |
| 50        | 1.698970...                      | 1                                    | 0.698970...                      | 1.698970...   |
| 5         | 0.698970...                      | 0                                    | 0.698970...                      | 0.698970...   |
| 0.5       | −0.301029...                     | −1                                   | 0.698970...                      | 1.698970...   |
| 0.000005  | −5.301029...                     | −6                                   | 0.698970...                      | 6.698970...   |

{\displaystyle \log _{10}(x\times 10^{i})=\log _{10}(x)+\log _{10}(10^{i})=\log _{10}(x)+i}，
尾數對所有 {\displaystyle 5\times 10^{i}} 都通用，適用於任何正實數{\displaystyle x}。
對數表每條尾數可以只列一次。在5×10i的例子中，0.698970（004336018...）列在5（或0.5或500等）之下一次。

## 歷史
以10为底的对数对计算最常用，工程师通常简写成“ {\displaystyle \lg(x)} ”。另一方面，数学家在表示自然对数的{\displaystyle \log _{e}(x)}时会写成“{\displaystyle \ln(x)}”，这两种符号現今都广泛使用。
手持电子计算器由工程师而非数学家设计，遵循工程师的符号已成为惯例；记法“{\displaystyle \ln(x)}”在发明电子计算器後大幅普及。